# Bojan Bogdanović
Bojan Bogdanović (Mostar, 18 aprile 1989) è un ex cestista croato, professionista nella NBA.

## Caratteristiche tecniche
Gioca come ala piccola e può essere anche adattato al ruolo di guardia. Ottimo tiratore da tre, è bravo nella metacampo offensiva, oltre che a smarcarsi dai difensori avversari. Nonostante qualche difficoltà iniziale, nel corso della sua carriera è migliorato in fase difensiva dimostrandosi abile in tale fase di gioco.
La sua carriera è stata penalizzata dagli infortuni.

## Carriera

### Europa

#### Inizi: Mostar, Real Madrid e Murcia (2004-2009)

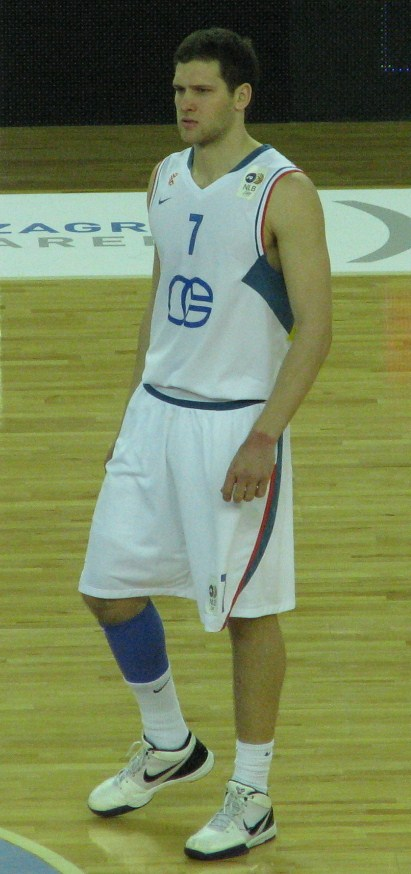
Bogdanović al Cibona nel 2010

Nato a Mostar in Bosnia-Erzegovina, crebbe giocando a calcio fino a 15 anni, età a cui suo padre lo convinse che per lui era meglio giocare a basket nonostante Bojan fosse convinto che poteva fare bene nel calcio arrivando a giocare con la nazionale croata. Alla stessa età esordì tra i professionisti con la squadra locale dello Zrinjski Mostar, con cui esordì precocemente. Venne notato dal Real Madrid che nel 2005 lo prelevò per poi lasciarlo un altro anno (in prestito) allo Zrinjski.
Terminato il prestito nel 2006 andò a giocare per il club madrileno, con cui tuttavia giocò poche partite, venendo spedito spesso alla squadra B, ma riuscendo comunque a esordire in Eurolega nel 2007-2008.
Nel 2008 venne ceduto in prestito al Murcia nella speranza di trovare più spazio, cosa che non avvenne perché giocò solo 4 partite, facendo ritorno dopo 6 mesi nel gennaio 2009 al Real Madrid.

#### Cibona Zagabria e ascesa al Fenerbahçe (2009-2014)

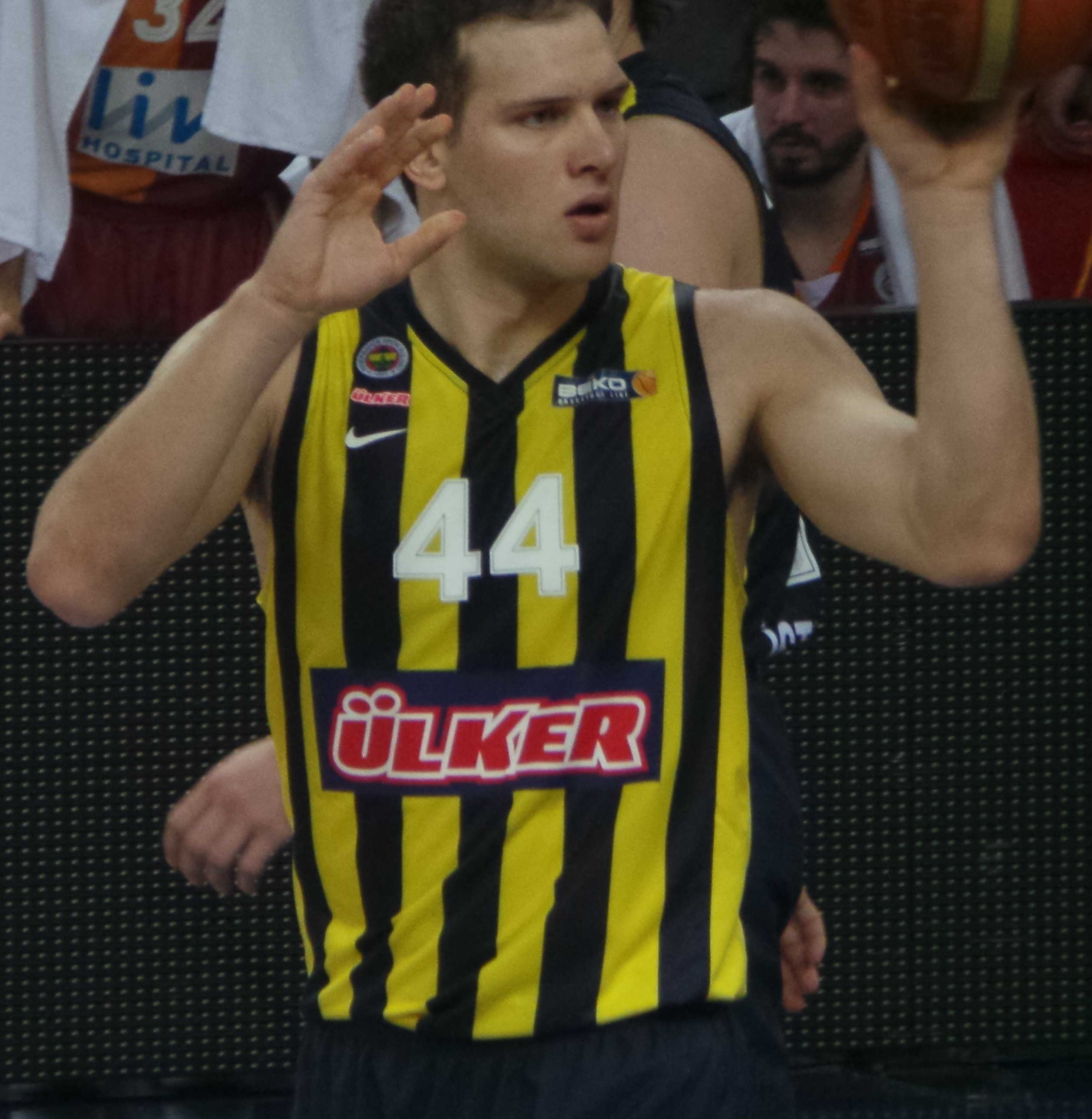
Bogdanović al Fenerbahçe

Nell'agosto 2009 Bogdanović lasciò il Real per accasarsi alla Cibona Zagabria. Con il club croato rilanciò la sua carriera dopo la negativa esperienza in Spagna, vincendo anche il suo primo trofeo nel 2009-2010 (ovvero il campionato nazionale).
Le ottime prestazioni in Croazia gli valsero una nuova chance in un importante club europeo per lui che firmò nel giugno 2011 un contratto quadriennale con il Fenerbahçe.
Con i turchi giocò tre ottime stagioni in cui divenne gradualmente titolare della squadra, guidandola anche a vincere alcuni trofei nazionali. Nel 2012 si vociferò di una sua possibile cessione al Málaga, squadra all'epoca allenata dal suo coach in nazionale Jasmin Repeša, che poi non avvenne anche per volontà dell'allenatore dei turchi Simone Pianigiani che voleva mantenere Boganović in rosa. Lasciò il club nel 2014 dopo che venne esercitata la clausola NBA-escape per trasferirsi nel massimo campionato di basket al mondo.

### NBA (2014-2025)

#### Brooklyn Nets (2014-2017)
Venne scelto con la 31ª scelta al Draft del 2011 dai Miami Heat. Successivamente venne ceduto ai Minnesota Timberwolves e poi ai New Jersey Nets. Tuttavia i Nets decisero di lasciarlo in prestito in Europa nelle file del Fenerbahçe. L'arrivo in NBA avvenne nel 2014 dopo 3 buone stagioni nel club turco, quando firmò un contratto triennale da 10 milioni di dollari con i detentori del suo cartellino ovvero i Brooklyn Nets.
Nelle prime due stagioni disputò ben 157 partite (78 nella prima e 79 nella seconda), ma partendo solo 67 volte nel quintetto titolare a causa della presenza di Joe Johnson in squadra. Nella prima stagione disputò anche al Rising Star Challenge segnando 16 punti contribuendo al successo per 121-112 del Team World. Lui inizialmente partì titolare con Johnson schierato nel ruolo di ala grande, per poi perdere il posto in favore di Sergej Karasëv. Tuttavia quest'ultimo in marzo si infortunò e Bogdanović né rilevò il posto anche nei playoffs dove i Nets vennero eliminati al primo turno per 4-2 dagli Atlanta Hawks. Il croato partì titolare in 5 delle 6 partite della squadra, tenendo di media 10,3 punti a partita.
Nella seconda stagione lui partì spesso da titolare da febbraio in poi a seguito della cessione di Joe Johnson ai Miami Heat in febbraio. Il 2 aprile 2016 raccolse invece 12 rimbalzi nella sconfitta in casa per 103-94 contro i Boston Celtics realizzando il proprio record in tale statistica. Il 16 marzo 2016 segnò 44 punti (record per lui) nella gara vinta dai Nets col punteggio di 131-114 in casa contro i Philadelphia 76ers. Con tutti quei punti segnati ha eguagliato il record di franchigia realizzato dal connazionale (e suo idolo da giovane) Drazen Petrović nel 1993 contro gli Houston Rockets.

Nella terza stagione Bogdanović diventò il titolare fisso della squadra. Disputò con i Nets 55 partite, di cui 54 da titolare, prima di venire ceduto agli Washington Wizards a febbraio poco prima del termine della trade dead-line.

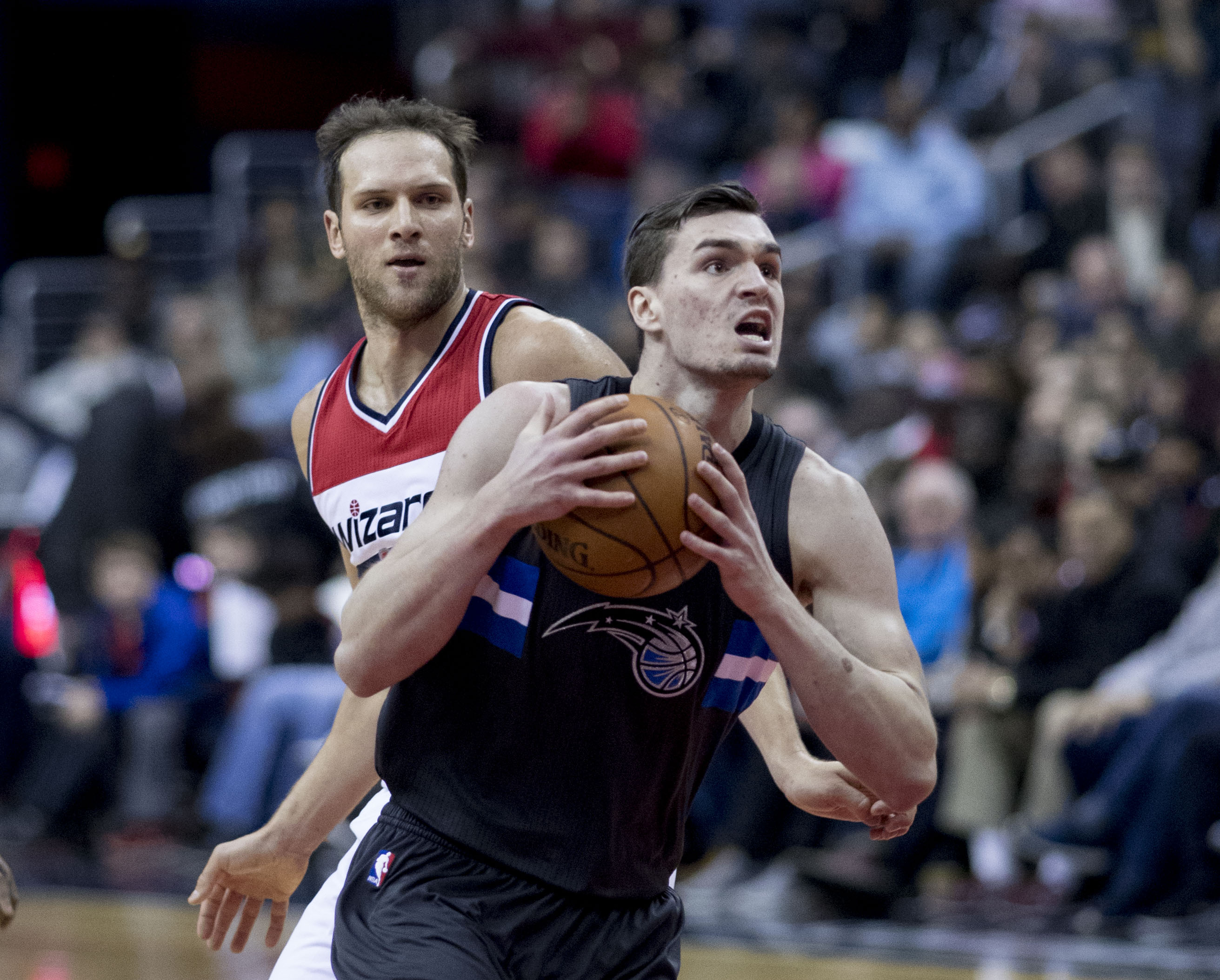
Bogdanović (sinistra) con gli Washington Wizards contro il connazionale (degli Orlando Magic) Mario Hezonja (destra)

#### Washington Wizards (2017)
Il 22 febbraio 2017 venne ceduto (insieme a Chris McCullough) dai Brooklyn Nets agli Washington Wizards che spedirono a Brooklyn una prima scelta al Draft 2017, Marcus Thornton e Andrew Nicholson. Si rivelò subito importante per la squadra della Capitale in uscita dalla panchina. Nella partita vinta col punteggio di 112-108 il 1º marzo in casa contro i Golden State Warriors il croato segnò 16 punti partendo dalla panchina. Il giorno successivo nella gara vinta in trasferta per 105-96 contro i Toronto Raptors Bogdanović segnò 27 punti con 6/7 da 3 punti e 9/12 dal campo oltre che 3/3 ai liberi. Anche nelle partite successive Bogdanović diede il proprio contributo in uscita dalla panchina per gli Wizards, e spese parole al miele per il playmaker della squadra e più volte All-Star John Wall, tanto da definirlo il miglior playmaker con cui lui abbia mai giocato durante la sua carriera. Il 7 marzo nella vittoria per 131-127 contro i Phoenix Suns Bogdanović stabilì il record di franchigia di tiri liberi segnati da un giocatore degli Wizards in quanto segnò 16 tiri liberi su 16; nella stessa gara Bogdanović fu determinante per la vittoria dei capitolini in quanto segnò 29 punti.

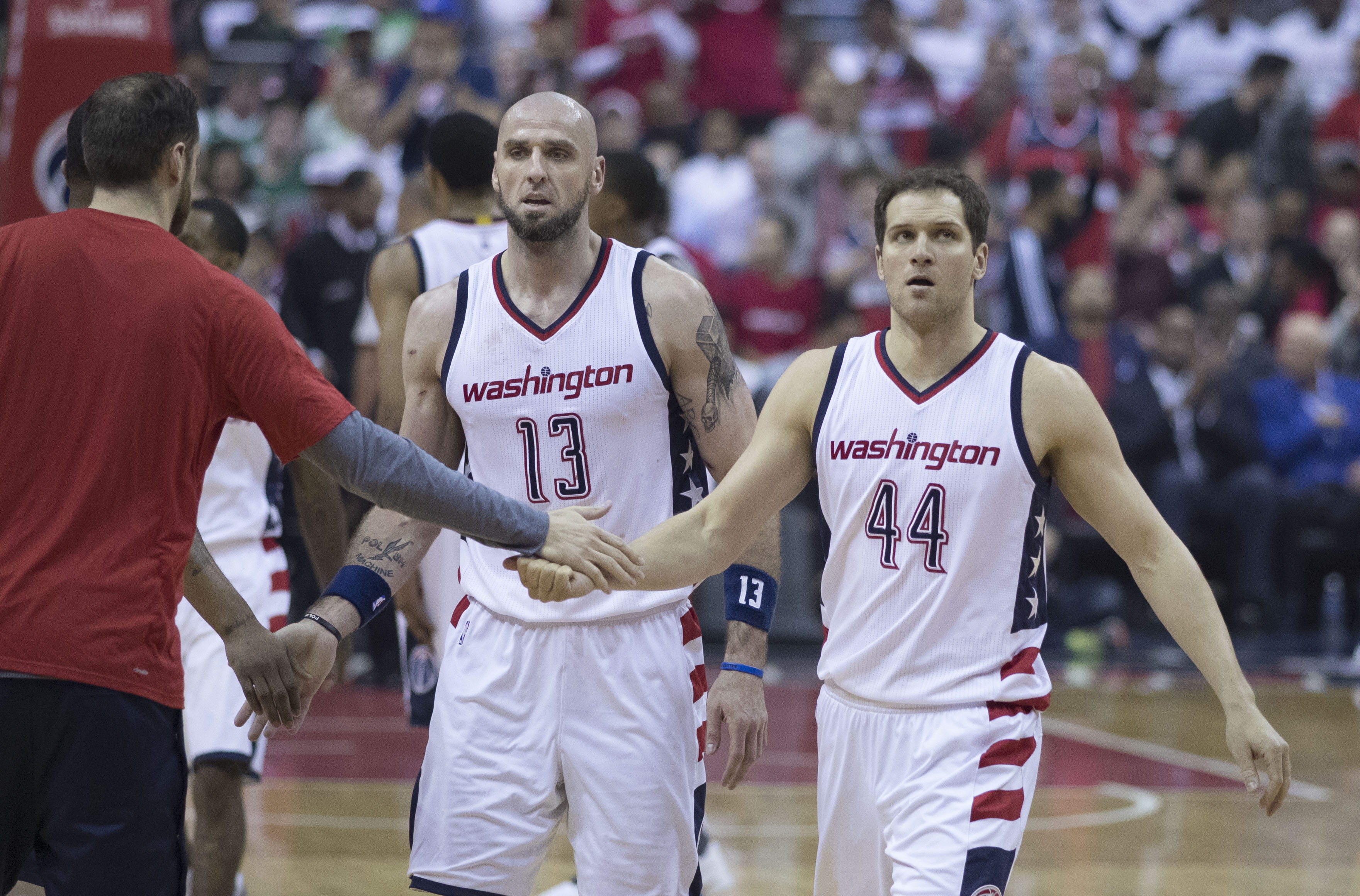
Bogdanović (destra) con Marcin Gortat

Nei play-off lui continuò a essere il sesto uomo della squadra e dopo aver incontrato difficoltà nella serie contro gli Atlanta Hawks al primo turno (che gli Wizards vinsero per 4-2), disputò delle ottime prestazioni al secondo turno contro i Boston Celtics (tranne in gara-2 dove in 8 minuti d'impiego mise a referto solo 2 rimbalzi), sfoggiò una buona prestazione in gara-1 (10 punti in 18 minuti, ma i capitolini persero 123-111) e in gara-3 dove fu determinante con una doppia-doppia da 19 punti e 10 rimbalzi in 29 minuti risultando determinante per la netta vittoria per 116-89 degli Wizards che vinsero la loro prima gara nella serie portandola sul 2-1. Tuttavia furono i bostoniani ad avere la meglio nella serie vincendola per 4-3.

#### Indiana Pacers (2017-2019)
Nonostante avesse fornito delle ottime prestazioni da sesto uomo a Washington, l'8 luglio 2017 (soprattutto per motivi salariali, in quanto agli Wizards serviva spazio per rifirmare Otto Porter) cambiò squadra firmando un biennale da 21 milioni di dollari con gli Indiana Pacers.
Diede il suo contributo alla sorprendente stagione della franchigia di Indianapolis sfoggiando ottime prestazioni partendo titolare fisso nel quintetto del coach Nate McMillan.
Il 6 febbraio 2018 segnò 29 punti nella partita persa in casa dai Pacers per 111-102 contro gli Washington Wizards, sua ex squadra. Il 6 marzo 2018 ne segnò nuovamente 29 nella vittoria dei Pacers per 92-89 contro i Milwaukee Bucks.
A fine stagione, contro ogni pronostico, la franchigia di Indianapolis arrivò quinta e est e nei playoffs incontrò i Cleveland Cavaliers di LeBron James quarti a est in quello che fu un rematch dell'anno prima: dopo aver segnato 15 punti in gara-1, contribuendo alla vittoria della sua squadra per 98-80 in trasferta, in gara-2 steccò segnando solo 8 punti (e la sua squadra perse per 100-97 in trasferta), per poi riscattarsi alla grande in gara-3 dove segnò 30 punti risultando essere il miglior marcatore del team nella vittoria per 92-90 in casa che riportò la sua squadra in vantaggio nella serie, svolgendo anche una discreta marcatura sulla stella avversaria LeBron James. Tuttavia le sue ottime prestazioni non bastarono alla sua squadra che venne eliminata in gara 7 dai Cavs con un 105-101 guidati da LeBron, e in questo caso il croato deluse segnando solo 3 punti.
Bogdanović fu protagonista in positivo nella stagione di Indiana (giocando titolare) in quanto andò in doppia cifra di media nei punti sia in stagione regolare che nei playoffs.
Il 2 dicembre 2018 segnò 27 punti nella sconfitta per 111-110 contro i Sacramento Kings. Con l'infortunio accorso alla stella della squadra Victor Oladipo nel gennaio 2019 Bogdanović si prese maggiori responsabilità diventando la prima opzione offensiva della squadra. Il 3 febbraio 2019 segnò 31 punti nella vittoria per 95-88 contro i Miami Heat. Tre giorni più tardi sfornò un'altra grande prestazione segnando 24 punti nel successo per 136-94 contro i Los Angeles Lakers, mentre il 7 febbraio segnò 29 punti nel vittorioso 116-92 contro i Los Angeles Clippers. Queste sue prestazioni fecero sì che l'11 febbraio 2019 ricevette per la prima volta il premio di giocatore della settimana della Eastern Conference. Il 1º marzo segnò 37 punti nel successo per 122-115 contro i Minnesota Timberwolves. Il 24 marzo invece segnò 35 punti (di cui 26 nei primi 2 quarti di gioco) nel successo per 124-88 contro i Denver Nuggets. Dopo ulteriori prestazioni di buon livello, terminò la stagione con 18 punti di media in 81 partite, realizzando il career-high in quasi tutte le statistiche, e portando la squadra ai playoffs da quinta a est. Per via delle sue ottime prestazioni venne elogiato dal coach dei Pacers Nate McMillan che lo definì "il giocatore più duro mentalmente della squadra".
Grazie ai suoi 18 punti di media la franchigia arrivò ai playoffs da quinta e venendo accoppiata coi Boston Celtics; anche nella serie il croato tenne 18 punti di media ma la squadra venne eliminata per 4-0.

#### Utah Jazz (2019-2022)
Il 1º luglio 2019, si accordò per firmare un quadriennale da 73 milioni con gli Utah Jazz. L'accordo divenne ufficiale il 7 luglio 2019, e lui divenne così lo sportivo croato più pagato di tutti i tempi. Il 9 novembre 2019 realizza 33 punti nella sfida vinta per 100-97 contro i Milwaukee Bucks: nella gara lui segnò pure il tiro da 3 decisivo allo scadere della partita, evitando la rimonta dei Bucks visto che i Jazz erano avanti di 20 nel punteggio. In stagione fu titolare della squadra, rendendosi protagonista di altre ottime prestazioni (in particolare in novembre, mese in cui tenne una media di 22,1 punti a partita col 46,8% da 3), oltre che di giocate decisive. Tuttavia non riuscì a partecipare ai playoffs a causa di un infortunio al polso che concluse anzitempo la sua stagione, dopo avere tenuto delle ottime medie realizzative.
L'anno successivo tornò a disposizione sin da subito, realizzando 15 punti all'opening night contro i Portland Trail Blazers. Titolare dei Jazz anche nell'arco di questa stagione, tenne delle buone medie realizzative, migliorando il proprio record di punti segnati realizzandone 48 nel successo per 127-120 contro i Denver Nuggets del 7 maggio 2021. Dopo una regular season da 17 punti di media, nei playoffs contribuì al passaggio in semifinale di conference della squadra contro i Memphis Grizzlies in 5 gare, segnando tra l'altro 29 punti nella prima, persa 112-109 dai suoi. Al turno successivo i Jazz si scontrarono con i Los Angeles Clippers: nell'arco della serie il croato tiene una buona media realizzativa, segnando 32 punti in gara-5 (persa però dai suoi), oltre ad avere marcato bene l'avversario Kawhi Leonard; ciononostante i Jazz terminano il proprio cammino a gara-6.

#### Detroit Pistons (2022-2024)
Il 26 settembre 2022 venne ceduto ai Detroit Pistons in cambio di Kelly Olynyk, Saben Lee e una somma di denaro. Il 31 ottobre seguente rinnovò il suo contratto coi Pistons. In stagione lui tenne una media di 21,6 punti, ma ciononostante i Pistons arrivarono ultimi a est, con il croato che per giunta terminò la propria stagione a inizio marzo a causa di un infortunio al tendine d'achille.
Nella stagione 2023-2024, a causa di un infortunio, giocò la sua prima partita il 2 dicembre contro i Cleveland Cavaliers, segnando 22 punti ma non riuscendo a evitare la sconfitta per 110-101 della sua squadra. Il 3 gennaio 2024 realizzò il suo season-high di punti mettendone a segno 36 nella sconfitta per 154-148 all'overtime contro gli Utah Jazz, in cui ha collezionato anche 7 rimbalzi.

#### New York Knicks e ritorno ai Brooklyn Nets (2024-2025)
L'8 febbraio 2024 venne ceduto via trade ai New York Knicks. Esordì con i Knicks due giorni dopo realizzando 11 punti nella sconfitta per 125-111 contro gli Indiana Pacers. A fine stagione i Knicks raggiunsero i playoffs, in cui Bogdanović rimediò un infortunio in gara-4 contro i Philadelphia 76ers che lo costrinse a concludere anzitempo la stagione.
Il 6 giugno 2024 fa ritorno via trade ai Brooklyn Nets. Tuttavia coi Nets non riuscì a disputare nessuna partita prima a causa di un infortunio, venendo poi tagliato il 19 febbraio 2025.

### Nazionale

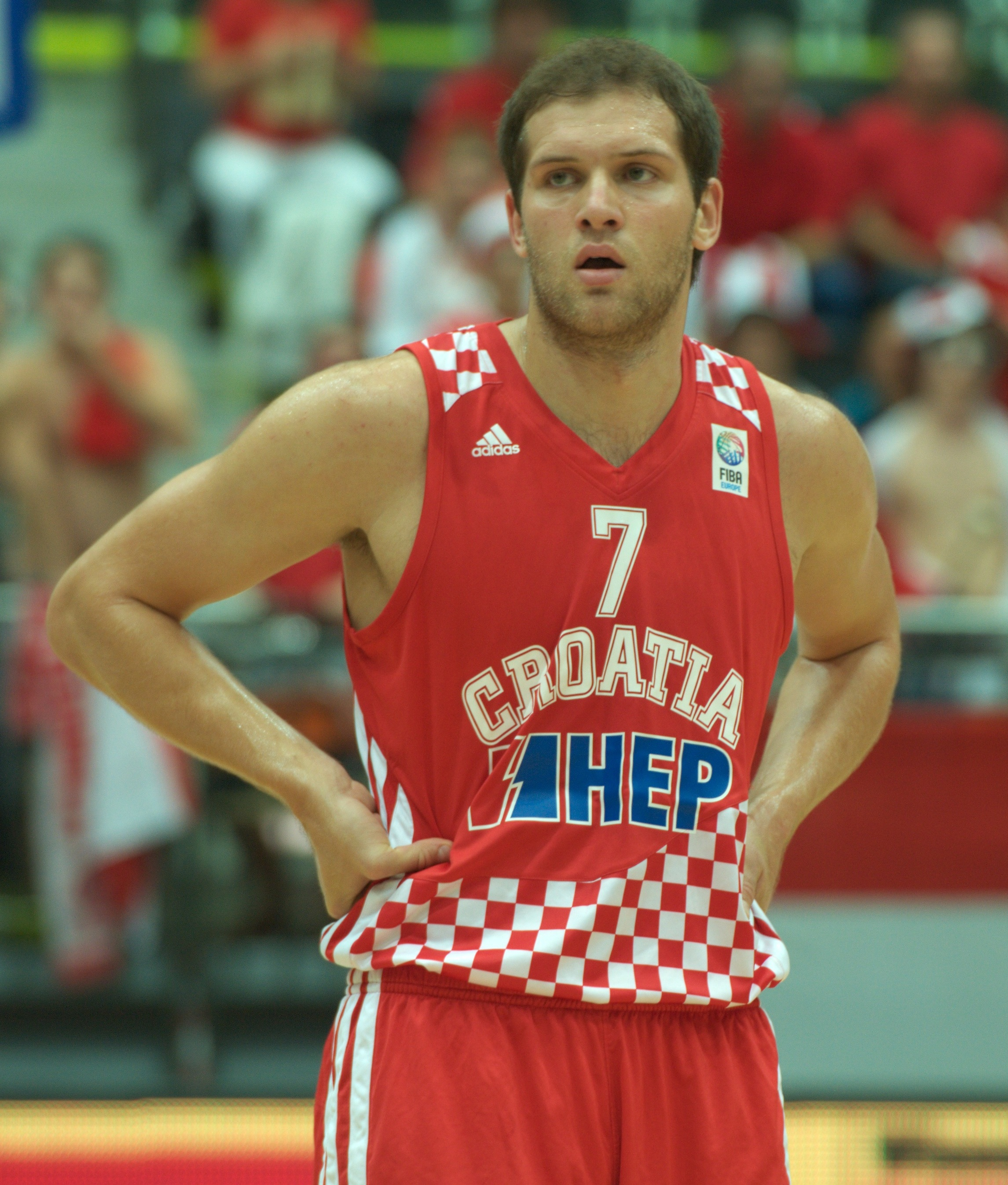
Bogdanović con la Nazionale nel 2012

Tra il 2005 e il 2009 rappresentò le selezioni giovanili  Croazia under 16, Croazia under 18 e Croazia under 20 nei vari europei di categoria.
Dal 2010 invece rappresenta la Nazionale maggiore croata di cui è un perno: con la selezione croata ha partecipato a 2 Mondiali (2010 e 2014), 5 Europei (2011, 2013, 2015, 2017 e 2022) e 1 Olimpiade (2016).
I Mondiali 2010 furono la sua prima manifestazione con la nazionale maggiore croata, in cui segnò 17 punti nella prestigiosa gara d'esordio persa per 106-78 contro gli Stati Uniti. Nel torneo risultò essere il miglior realizzatore della sua squadra ai gironi nei successi contro l'Iran (75-54) quando segnò 13 punti (a pari merito con Roko Ukić) e 19 contro la Tunisia (84-64 il risultato finale). Nel torneo la squadra si fermò agli ottavi di finale venendo eliminata agli ottavi dalla Serbia per 73-72.
Nel 2012 venne estromesso dalle Olimpiadi dal coach Jasmin Repeša per ragioni disciplinari, salvo poi essere richiamato dopo un chiarimento (e seguenti scuse da parte sua) dall'ex allenatore della Fortitudo Bologna (tra le tante) a seguito del torneo giocato a Londra, e che successivamente elogiò Bogdanović arrivando a sostenere di lui che <<sarebbe il giocatore ideale per qualsiasi squadra>>, tentando di portarlo con sé al Málaga ma senza successo.
Nel 2013 Repeša lo convocò per gli europei 2013. Nel torneo Bogdanović tenne di media 17,4 punti in 11 partite, risultando essere importante per fare sì che la squadra raggiungesse il quarto posto finale andando sempre in doppia cifra nei punti, andando oltre i 20 punti in 4 occasioni, prima nei successi ai gironi contro Polonia (23), Slovenia (24) e Grecia (22), poi nella finale 3º posto persa per 92-66 contro la Spagna, ma in cui lui ben figurò con 22 punti tanto da meritarsi i complimenti del quotidiano sportivo Marca che parlò di come il suo marcatore Rudy Fernández fece molta fatica a difendere su di lui.
Per la qualificazione a Rio 2016 Bogdanović fu importante in quanto nella sfida decisiva di qualificazione contro l'Italia a Torino segnò 26 punti, oltre che gli ultimi 2 tiri liberi decisivi che portarono il match sul punteggio (definitivo) di 84-78 a poco tempo dalla fine per i croati. Nel torneo i croati andarono avanti fino ai quarti di finale, quando vennero eliminati in una sfida punto a punto dalla rivale Serbia per 86-83 (condotta dal suo quasi omonimo Bogdan Bogdanović con 18 punti), nonostante Bogdanović fosse stato il miglior realizzatore della sua squadra con 28 punti segnati. A Rio 2016 Bogdanović partì mostrandosi in alcune situazioni un risolutore di problemi per la nazionale, e più avanti superò Drazen Petrović nella media punti tenuta durante un'Olimpiade in quanto ha tenuto 25,3 punti di media contro i 24,6 del diavolo di Sebenico a Barcellona 1992, tenendo anche un'ottima media del 45% da 3 punti. Nella competizione fu il leader per tiri liberi segnati (44), oltre a essere stato importante nel successo per 80-76 contro il Brasile padrone di casa con 33 punti.
Presente anche a Eurobasket 2017, inaugurò al meglio la manifestazione per la squadra segnando 23 punti nel successo per 67-58 contro l'Ungheria, e proseguì al meglio nei successi contro Romania (21), Montenegro (23) e Rep. Ceca (25); la squadra arrivò seconda nel girone per via della sconfitta contro la Spagna prima per 79-73, in cui lui segnò solo 15 punti, e alcuni di questi nel finale di gara (di cui un layup a 22 secondi dalla fine) che non bastarono ai croati per vincere la partita. Il cammino della squadra si fermò agli ottavi dove venne eliminata in malomodo dalla Russia per 101-78 nonostante 28 punti suoi. A fine partita non mancarono critiche da parte sua alla squadra (di cui fu il leader per punti segnati nel torneo con 22,5) che definì "senza orgoglio".
Nel settembre 2018 venne convocato per aiutare la squadra a qualificarsi ai Mondiali 2019 ma senza riuscirci.
Successivamente disputò Eurobasket 2022, in cui i croati sono stati eliminati agli ottavi dalla Finlandia nonostante i 23 punti realizzati da Bogdanović, che nel corso del torneo tenne una media di 19,2 punti a partita.

## Statistiche club

### NBA

#### Regular Season
| Anno      | Squadra         | PG  | PT  | MP   | TC%  | 3P%  | TL%  | RP  | AP  | PRP | SP  | PP   |
| --------- | --------------- | --- | --- | ---- | ---- | ---- | ---- | --- | --- | --- | --- | ---- |
| 2014-2015 | Brooklyn Nets   | 78  | 28  | 23,8 | 45,3 | 35,5 | 82,1 | 2,7 | 0,9 | 0,4 | 0,1 | 9,0  |
| 2015-2016 | Brooklyn Nets   | 79  | 39  | 26,8 | 43,3 | 38,2 | 83,3 | 3,2 | 1,3 | 0,4 | 0,1 | 11,2 |
| 2016-2017 | Brooklyn Nets   | 55  | 54  | 26,9 | 44,0 | 35,7 | 87,4 | 3,6 | 1,6 | 0,4 | 0,1 | 14,2 |
| 2016-2017 | Wash. Wizards   | 26  | 0   | 23,1 | 45,7 | 39,1 | 93,4 | 3,1 | 0,8 | 0,4 | 0,2 | 12,7 |
| 2017-2018 | Indiana Pacers  | 80  | 80  | 30,8 | 47,4 | 40,2 | 86,8 | 3,4 | 1,5 | 0,7 | 0,1 | 14,3 |
| 2018-2019 | Indiana Pacers  | 81  | 81  | 31,8 | 49,7 | 42,5 | 80,7 | 4,1 | 2,0 | 0,9 | 0,0 | 18,0 |
| 2019-2020 | Utah Jazz       | 63  | 63  | 33,1 | 44,7 | 41,4 | 90,3 | 4,1 | 2,1 | 0,5 | 0,1 | 20,2 |
| 2020-2021 | Utah Jazz       | 72  | 72  | 30,8 | 43,9 | 39,0 | 87,9 | 3,9 | 1,9 | 0,6 | 0,1 | 17,0 |
| 2021-2022 | Utah Jazz       | 69  | 69  | 30,9 | 45,5 | 38,7 | 85,8 | 4,3 | 1,7 | 0,5 | 0,0 | 18,1 |
| 2022-2023 | Detroit Pistons | 59  | 59  | 32,1 | 48,8 | 41,1 | 88,4 | 3,8 | 2,6 | 0,6 | 0,1 | 21,6 |
| 2023-2024 | Detroit Pistons | 28  | 27  | 32,9 | 46,8 | 41,5 | 77,9 | 3,4 | 2,5 | 0,8 | 0,1 | 20,2 |
| 2023-2024 | N.Y. Knicks     | 29  | 0   | 19,2 | 43,0 | 37,0 | 80,0 | 2,0 | 0,9 | 0,2 | 0,0 | 10,4 |
| 2024-2025 | Brooklyn Nets   | -   | -   | -    | -    | -    | -    | -   | -   | -   | -   | -    |
| Carriera  | Carriera        | 719 | 572 | 29,1 | 46,0 | 39,4 | 85,9 | 3,6 | 1,7 | 0,6 | 0,1 | 15,6 |

#### Play-off
| Anno     | Squadra        | PG | PT | MP   | TC%  | 3P%  | TL%  | RP  | AP  | PRP | SP  | PP   |
| -------- | -------------- | -- | -- | ---- | ---- | ---- | ---- | --- | --- | --- | --- | ---- |
| 2015     | Brooklyn Nets  | 6  | 5  | 34,3 | 39,0 | 33,3 | 71,4 | 3,8 | 1,7 | 0,7 | 0,3 | 10,3 |
| 2017     | Wash. Wizards  | 13 | 0  | 20,3 | 41,4 | 35,6 | 84,4 | 4,3 | 0,7 | 0,5 | 0,1 | 8,8  |
| 2018     | Indiana Pacers | 7  | 7  | 34,0 | 39,5 | 37,8 | 60,0 | 3,4 | 1,9 | 0,9 | 0,0 | 12,4 |
| 2019     | Indiana Pacers | 4  | 4  | 37,0 | 39,7 | 31,8 | 88,2 | 5,8 | 2,8 | 2,0 | 0,0 | 18,0 |
| 2021     | Utah Jazz      | 11 | 11 | 35,5 | 46,7 | 46,1 | 87,8 | 4,3 | 1,5 | 0,9 | 0,0 | 18,1 |
| 2022     | Utah Jazz      | 6  | 6  | 35,7 | 48,1 | 33,3 | 79,2 | 4,2 | 1,7 | 0,3 | 0,0 | 18,0 |
| 2024     | N.Y. Knicks    | 4  | 0  | 12,8 | 29,2 | 40,0 | 57,1 | 3,0 | 1,0 | 0,0 | 0,3 | 6,0  |
| Carriera | Carriera       | 51 | 33 | 29,6 | 42,5 | 38,3 | 81,2 | 4,1 | 1,4 | 0,7 | 0,1 | 13,1 |

#### Massimi in carriera
- Massimo di punti: 48 vs Denver Nuggets (7 maggio 2021)[135]
- Massimo di rimbalzi: 13 vs Denver Nuggets (5 gennaio 2022)
- Massimo di assist: 8 vs Golden State Warriors (23 gennaio 2021)
- Massimo di palle rubate: 4 vs Boston Celtics (17 aprile 2019)
- Massimo di stoppate: 2 (2 volte)
- Massimo di minuti giocati: 49 vs Milwaukee Bucks (20 marzo 2015)

### Eurolega
| Anno      | Squadra         | PG | PT | MP   | TC%  | 3P%  | TL%  | RP  | AP  | PRP | SP  | PP   |
| --------- | --------------- | -- | -- | ---- | ---- | ---- | ---- | --- | --- | --- | --- | ---- |
| 2007-2008 | Real Madrid     | 1  | 0  | 2,0  | 0,0  | 0,0  | 0,0  | 0,0 | 0,0 | 0,0 | 0,0 | 0,0  |
| 2009-2010 | Cibona Zagabria | 15 | 3  | 23,3 | 43,6 | 38,7 | 43,5 | 2,9 | 0,5 | 0,7 | 0,1 | 8,1  |
| 2010-2011 | Cibona Zagabria | 10 | 10 | 35,5 | 41,1 | 30,9 | 76,5 | 3,5 | 1,8 | 1,7 | 0,2 | 18,0 |
| 2011-2012 | Fenerbahçe      | 16 | 7  | 24,3 | 46,3 | 41,1 | 81,3 | 2,2 | 0,7 | 0,4 | 0,2 | 13,0 |
| 2012-2013 | Fenerbahçe      | 21 | 16 | 28,3 | 48,9 | 40,5 | 83,9 | 2,1 | 1,2 | 0,6 | 0,5 | 15,9 |
| 2013-2014 | Fenerbahçe      | 24 | 21 | 30,6 | 46,8 | 29,8 | 81,7 | 2,4 | 1,9 | 0,5 | 0,4 | 14,8 |
| Carriera  | Carriera        | 87 | 57 | 27,9 | 45,9 | 35,9 | 78,7 | 2,5 | 1,2 | 0,7 | 0,3 | 13,8 |

#### Massimi in carriera
- Massimo di punti: 31 vs Mens Sana Siena (4 gennaio 2013)[136]
- Massimo di rimbalzi: 9 vs Chimki (3 marzo 2010)
- Massimo di assist: 6 (3 volte)
- Massimo di palle rubate: 4 vs Lietuvos rytas (23 dicembre 2010)
- Massimo di stoppate: 3 vs Olimpia Milano (28 marzo 2014)
- Massimo di minuti giocati: 40 vs Lietuvos rytas (23 dicembre 2010)

## Statistiche in nazionale
Di seguito sono riportate le statistiche in Nazionale di Bojan Bogdanović nei tornei da lui disputati.

### Nazionale maggiore
| Torneo          | Nazionale | PG | PI | MPG  | FG%  | 3P%  | FT%  | RPG | APG | SPG | BPG | PPG  | Ref.    |
| --------------- | --------- | -- | -- | ---- | ---- | ---- | ---- | --- | --- | --- | --- | ---- | ------- |
| Mondiali 2010   | Croazia   | 6  | 3  | 23,8 | 55,3 | 46,7 | 66,7 | 2,8 | 1,0 | 0,7 | 0,0 | 11,7 | [ 137 ] |
| Eurobasket 2011 | Croazia   | 5  | 5  | 30,2 | 47,7 | 40,9 | 92,9 | 4,0 | 1,0 | 1,2 | 0,2 | 10,0 | [ 138 ] |
| Eurobasket 2013 | Croazia   | 11 | 11 | 34,1 | 43,6 | 31,0 | 75,5 | 3,8 | 1,3 | 0,5 | 0,4 | 17,4 | [ 107 ] |
| Mondiali 2014   | Croazia   | 6  | 5  | 33,5 | 50,0 | 36,1 | 74,4 | 1,5 | 1,6 | 0,8 | 0,2 | 21,2 | [ 139 ] |
| Eurobasket 2015 | Croazia   | 5  | 5  | 27,4 | 31,5 | 16,7 | 80,0 | 4,1 | 1,2 | 0,6 | 0,0 | 10,8 | [ 140 ] |
| Olimpiadi 2016  | Croazia   | 6  | 6  | 35,3 | 50,6 | 45,0 | 80,0 | 4,0 | 2,0 | 0,5 | 0,3 | 25,3 | [ 118 ] |
| Eurobasket 2017 | Croazia   | 6  | 5  | 32,2 | 57,7 | 54,5 | 79,5 | 4,8 | 1,0 | 1,2 | 0,0 | 22,5 | [ 141 ] |
| Eurobasket 2022 | Croazia   | 6  | 6  | 32,1 | 48,1 | 39,4 | 86,7 | 5,2 | 1,7 | 0,7 | 0,0 | 19,2 | [ 134 ] |

### Nazionali giovanili

#### Under-16
| Torneo          | Nazionale        | PG | PI | MPG  | FG%  | 3P%  | FT%  | RPG | APG | SPG | BPG | PPG  | Ref.    |
| --------------- | ---------------- | -- | -- | ---- | ---- | ---- | ---- | --- | --- | --- | --- | ---- | ------- |
| Eurobasket 2005 | Croazia under 16 | 8  | 8  | 37,4 | 47,9 | 28,8 | 63,2 | 4,3 | 0,1 | 2,9 | 0,4 | 21,9 | [ 142 ] |

#### Under-18
| Torneo          | Nazionale        | PG | PI | MPG  | FG%  | 3P%  | FT%  | RPG | APG | SPG | BPG | PPG | Ref.    |
| --------------- | ---------------- | -- | -- | ---- | ---- | ---- | ---- | --- | --- | --- | --- | --- | ------- |
| Eurobasket 2006 | Croazia under 18 | 6  | 6  | 27,0 | 35,6 | 25,9 | 40,0 | 3,2 | 1,3 | 0,5 | 0,2 | 8,8 | [ 143 ] |

#### Under-20
| Torneo          | Nazionale        | PG | PI | MPG  | FG%  | 3P%  | FT%  | RPG | APG | SPG | BPG | PPG  | Ref.    |
| --------------- | ---------------- | -- | -- | ---- | ---- | ---- | ---- | --- | --- | --- | --- | ---- | ------- |
| Eurobasket 2009 | Croazia under 20 | 9  | 9  | 31,9 | 40,7 | 31,0 | 79,3 | 5,6 | 2,6 | 1,1 | 0,6 | 17,3 | [ 144 ] |

## Palmarès

### Squadra
- Campionato croato: 1

Cibona Zagabria: 2009-10
- Campionato turco: 1

Fenerbahçe Ülker: 2013-14
- Coppa di Turchia: 1

Fenerbahçe Ülker: 2012-13
- Coppa del Presidente: 1

Fenerbahçe Ülker: 2013

### Individuale
- NBA All-Rookie Second Team (2015)